# Hisukattus transversalis
Hisukattus transversalis là một loài nhện trong họ Salticidae.
Loài này thuộc chi Hisukattus. Hisukattus transversalis được María Elena Galiano miêu tả năm 1987.